# Diritti degli animali

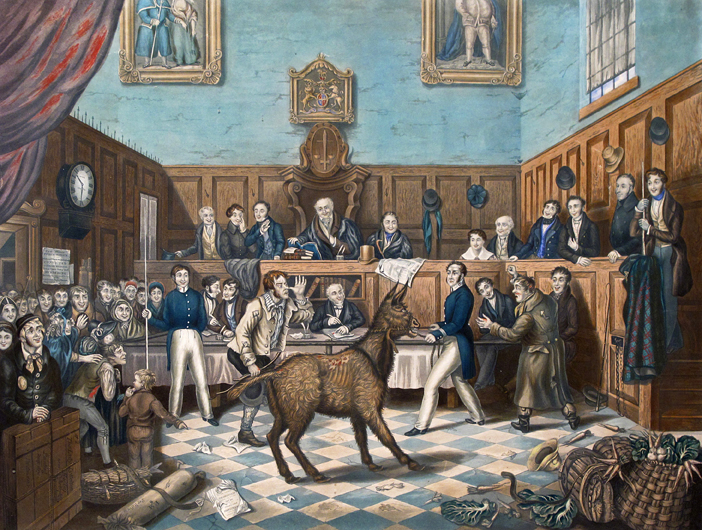
L'attivista irlandese Richard Martin, qui dipinto mentre porta un asino in tribunale durante un processo per maltrattamento, fu probabilmente il primo attivista per i diritti degli animali

L'espressione diritti animali (o diritti degli animali) si riferisce all'estensione alle specie animali di alcuni dei diritti fondamentali dell'uomo, quali il diritto di vivere in libertà o di non soffrire inutilmente. Il termine "diritto" viene inteso in senso morale e legale.

## Caratteristiche
La posizione dei sostenitori dei diritti animali è più specifica di quelle dei movimenti animalisti, che, nelle loro correnti più moderate, esprimono solidarietà nei confronti degli animali (animal welfare) senza necessariamente attribuire agli animali stessi dei diritti.
Nella cultura occidentale, l'idea di "diritti animali" viene fatta risalire, dai suoi propugnatori, al Settecento, secolo in cui si pronunciarono a favore di un'etica animalista, pensatori come Voltaire e Jeremy Bentham; il primo, tuttavia, pur esprimendo importanti e radicali considerazioni etiche riguardo al rapporto tra uomo e animale, non formulò né utilizzò mai il concetto di "diritto animale"; il secondo fu fondatore dell'utilitarismo moderno ed espresse posizioni ancor più radicali, per l'epoca, nei confronti del problema dell'utilizzo degli animali da parte dell'uomo, pur accettandone il consumo a fini alimentari.
È soprattutto con Peter Singer, nella seconda metà del Novecento, che si sviluppa un dibattito filosofico sul "diritto animale" e sul concetto di antispecismo, in opposizione all'utilizzo degli animali come cibo, come cavie ed in qualunque altro contesto, da parte del genere umano. Egli, tra i padri del movimento per i diritti animali, è inventore anche dell'espressione liberazione animale.
I "diritti degli animali" secondo Singer, tuttavia, non sono dei veri diritti in capo agli animali analoghi a quelli in capo alle persone (fisiche o giuridiche), poiché non sono classificabili in nessuna delle due tradizionali categorie dei diritti soggettivi, ossia quella dei diritti assoluti e quella dei diritti relativi: infatti essi non sono diritti di credito, e per giunta sono attribuiti con generalità alla totalità del mondo animale e non al singolo particolare individuo (quindi non sono relativi), ma pur avendo molte delle caratteristiche di "diritti fondamentali" possono essere fatti valere solo nei confronti delle azioni dell'uomo (quindi non sono assoluti) e non di quelle di altri animali (ad esempio, secondo questa filosofia, l'uomo non può uccidere un animale, neanche per cibo: ma l'animale può essere ucciso da un altro animale, quindi non possiede il vero e proprio diritto a non essere ucciso).
Per questo motivo, da un punto di vista giuridico e di filosofia del diritto, molti ritengono più corretto parlare di "doveri dell'uomo nei confronti dell'animale", piuttosto che di "diritti degli animali". Una Dichiarazione universale dei diritti dell'animale è stata proclamata dalla L.I.D.A. ed altre associazioni animaliste presso la sede dell'UNESCO nel 1978; seppure non abbia valore sul piano giuridico, rappresenta una dichiarazione d'intenti e un'assunzione di responsabilità da parte dell'uomo nei confronti degli animali. Attualmente, in qualche forma, la protezione degli animali appare nelle legislazioni di diverse nazioni, tra cui la Svizzera.

## I diritti animali in filosofia

### Le origini dell'idea di diritto animale
Le radici dell'etica animalista nel pensiero occidentale si possono ricondurre fino all'antichità. Fra i più antichi pensatori a essersi espressi contro la violenza nei confronti degli animali viene ricordato soprattutto Pitagora; il rispetto per gli animali e l'adozione di una dieta vegetariana sono fra gli elementi costitutivi del pitagorismo, e influenzarono numerosi autori successivi, per esempio Plutarco:
Nel periodo rinascimentale, Montaigne utilizzò il proprio scetticismo filosofico per demolire le distanze tra uomo ed animale:
Nel Settecento il dibattito sugli animali divenne serrato. Thomas Tryon difese le ragioni etiche del vegetarianismo. David Hume scrisse:
Condillac pubblicò un Trattato sugli animali (1755) in cui attribuiva ad essi tutte le facoltà umane e confutava così la teoria cartesiana dell'automatismo degli animali; egli voleva in pratica mostrare che negli animali le abitudini considerate naturali sono in realtà dovute all'esperienza (cioè acquisite), quindi l'istinto può essere assimilato all'intelligenza.
Charles Bonnet, nella sua opera biologico-filosofica Contemplazione della natura (1764), descrisse le abitudini industriose degli animali, accordando loro un'anima immortale. Jean-Jacques Rousseau, nell'Emilio (1762), consigliò un'alimentazione vegetariana per adulti e bambini, come pratica di educazione alla vita pacifica e al rispetto per gli animali. Anche William Paley e Voltaire sostennero il valore etico del vegetarianismo.

Il primo filosofo a parlare esplicitamente di "diritti" fu il fondatore dell'utilitarismo moderno, l'inglese Jeremy Bentham, che scrisse: "verrà il giorno in cui gli animali del creato acquisiranno quei diritti che non avrebbero potuto essere loro sottratti se non dalla mano della tirannia". Bentham sostenne anche che non si devono trarre conclusioni morali dall'apparente mancanza di razionalità degli animali:
Tuttavia i diritti cui Bentham faceva riferimento erano diritti generali (alla libertà, al non sfruttamento economico, ed in generale alla conservazione della propria natura) parimenti applicabili all'uomo, e che per questo non prevedevano il vegetarianismo né il rifiuto della sperimentazione scientifica, che erano invece accettate.
Arthur Schopenhauer sostenne che gli animali hanno la stessa essenza degli esseri umani, e – pur reputandoli mancanti della facoltà della ragione – ammise in loro emozioni e sentimenti. Egli giustificò l'uso di animali come cibo, ma sostenne anche che la morale dovesse prendere in considerazione gli animali, e si oppose alla vivisezione. La sua polemica nei confronti dell'etica di Kant conteneva un'articolata (e a tratti furiosa) polemica contro l'esclusione degli animali dal suo sistema morale: "sia dannata ogni morale che non vede l'essenziale legame fra tutti gli occhi che vedono il sole".
Nel 1871 venne promossa da Giuseppe Garibaldi la prima società in Italia per la protezione degli animali. 
Nel 1892, il riformatore sociale inglese Henry Salt pubblicò un libro che ebbe una notevole influenza: Animals' Rights: Considered in Relation to Social Progress (I diritti animali considerati in relazione al progresso sociale). In quest'opera – apprezzata anche dal Mahatma Gandhi – Salt si faceva sostenitore del vegetarianismo, mostrando il proprio sconcerto per la crudele condizione patita dagli animali d'allevamento, tanto da osservare:
L'anno precedente Salt aveva fondato la Humanitarian League, fra i cui obiettivi – in tutela sia dei diritti umani, sia dei diritti animali – vi erano la riforma del sistema carcerario, l'abolizione della pena di morte e l'abolizione della caccia.
Di diritti animali, nella prima metà del XX secolo, parlò con energia il Premio Nobel per la Pace Albert Schweitzer, promuovendo un'etica filosofica non limitata solo all'uomo, ma estesa appunto anche agli animali. Sulla stessa linea l'italiano Piero Martinetti, che scrisse:
Nello scritto, pubblicato nel 1926, Piero Martinetti aveva sottolineato che gli animali possedevano intelletto e coscienza e, in generale, una vita interiore, come emergeva dagli “atteggiamenti, i gesti, la fisionomia”; questa vita interiore è “forse estremamente diversa e lontana” da quella umana” ma “ha anch'essa i caratteri della coscienza e non può essere ridotta ad un semplice meccanismo fisiologico”.
Si deve ad uno studio di Cesare Goretti del 1928 l'affermazione controversa che gli animali sono veri e propri “soggetti di diritto” e che l'animale ha una “coscienza giuridica” e una percezione del giuridico. In tal modo ha anticipato tematiche proprie della bioetica e dell'etologia; nonostante l'originalità e l'innovatività delle posizioni assunte, il suo scritto non ha avuto fortuna ed è stato del tutto trascurato dal dibattito animalista e negli studi di etologia.
(Cesare Goretti, L'animale quale soggetto di diritto, 1928)
Nel 1952 Aldo Capitini fondò la Società vegetariana italiana. Egli affermava:
Il tema dei diritti animali fu poi trattato nel 1971 da Stanley Godlovitch, Roslind Godlovitch e John Harris, con il libro Animals, Men and Morals (Animali, uomini e morale). Il testo era una raccolta di articoli che affrontava il tema dei diritti animali con argomenti filosofici potenti e profondi; esso rinvigorì il movimento per i diritti animali e ispirò numerosi altri autori. Fu in una recensione di questo libro che il filosofo australiano Peter Singer, ora professore di bioetica all'Università di Princeton, coniò l'espressione «liberazione animale».
Anche il filosofo del diritto Norberto Bobbio, in un saggio pubblicato nel 1994, parlò dell'estensione del principio di uguaglianza agli animali:
Jacques Derrida ha parlato altresì di un cambiamento radicale che deve essere messo in atto, come necessità "ontologica" e dovere "etico", nei rapporti tra uomini e animali.

### Liberazione Animale
Con Liberazione Animale si intende l'obiettivo finale dell'animalismo, cioè una società ideale dove viene eliminata ogni forma di sfruttamento animale. I più celebri sostenitori di questo concetto sono l'australiano Peter Singer e lo statunitense Tom Regan. Entrambi sostengono che l'adozione di una dieta vegana e l'abolizione di tutte le forme di sperimentazione sugli animali siano imperativi morali urgenti per l'umanità. Pur giungendo a conclusioni analoghe per quanto concerne le indicazioni circa il comportamento etico nei confronti degli animali, Singer e Regan presentano argomentazioni molto differenti da un punto di vista filosofico; il primo si rifà all'utilitarismo, il secondo al giusnaturalismo.

#### Peter Singer
Nel 1975, Singer (che si può considerare il fondatore del moderno movimento per i diritti animali) pubblicò il celebre saggio Liberazione animale, in cui introdusse il principio della pari considerazione degli interessi. Secondo tale principio, le nostre deliberazioni morali devono tener conto di tutti gli interessi simili di tutti coloro che sono influenzati dalle nostre azioni:
Discriminare gli animali rispetto a questa considerazione, per Singer, sarebbe infatti infondato e ingiustificabile, e quindi puro specismo. Per dimostrare l'insostenibilità delle posizioni che discriminano gli interessi animali come irrilevanti o secondari, Singer fa appello soprattutto a due argomenti:
Argomento degli esseri umani marginali. Per concludere che tutti e solo gli esseri umani meritano uno status morale pieno ed eguale, gli esseri umani dovrebbero avere una qualche proprietà esclusiva che li distingue dagli altri animali. Tuttavia, le proprietà considerate esclusive della specie umana (per esempio la razionalità o l'uso della parola) mancano ad alcuni esseri umani (i "casi marginali") quali i neonati o certi tipi di malati di mente. Viceversa, tutte le proprietà comuni a tutti gli uomini senza eccezione (quali la capacità di provare dolore) risultano condivise anche dagli animali.
Argomento non egalitario raffinato. Oltre a utilizzare l'argomento degli esseri umani marginali, Singer muove un'altra obiezione alla tesi comune secondo cui razionalità, autonomia, capacità di agire moralmente e così via possano giustificare la discriminazione degli animali sul piano morale. Infatti, secondo l'autore, se tali elementi fossero la base su cui fondare il giudizio morale su un soggetto, se ne potrebbe ricavare un sistema di discriminazioni verso gli esseri umani, strutturalmente analogo al razzismo o al sessismo, secondo cui un essere umano dotato di maggiore razionalità (o autonomia, o moralità) sarebbe portatore di uno status morale superiore ad altri esseri umani meno dotati.

#### Tom Regan
Nel libro The Case for Animal Rights, Regan sostenne che alcuni animali devono avere diritti in quanto "soggetti di una vita" (subjects-of-a-life), sebbene non necessariamente nello stesso grado degli umani. Il ragionamento di Regan si può sintetizzare come segue:
- solo gli esseri con valore intrinseco hanno diritti (il valore intrinseco è il valore di un soggetto al di là del suo valore in rapporto con altre persone)
- solo i "soggetti di una vita" hanno valore intrinseco
- solo gli esseri autocoscienti, con desideri e speranze, attori deliberati con possibilità di pensare un futuro, sono "soggetti di una vita"
- tutti i mammiferi mentalmente normali sopra l'anno d'età sono "soggetti di una vita" ed hanno quindi diritti.

Trattare un animale come un mezzo per un fine significa violare i suoi diritti:
Questa posizione può essere vista come una estensione agli animali dell'idea kantiana di legge morale. Sebbene Regan ponga per motivi pratici, e in senso provvisorio, un arbitrario confine nel regno animale ("tutti i mammiferi sopra l'anno d'età"), la sua posizione è tendenzialmente assolutista; qualsiasi azione che violi i diritti (naturali) degli animali è ipso facto sbagliata a prescindere da qualsiasi altra valutazione. Non a caso Regan critica la posizione utilitarista di Singer argomentando che essa si concentra sul soggetto sbagliato, gli interessi, invece di pensare al vero soggetto, gli individui portatori di diritti.

#### Il ruolo delle emozioni
Alcuni autori hanno suggerito che un limite degli approcci di Regan, Singer e altri sia quello di cercare di fondare l'etica del comportamento verso gli animali prescindendo da elementi di tipo emotivo. Sentimenti come la compassione e la simpatia per gli animali, o la repulsione verso le sofferenze imposte loro dall'uomo, non hanno fondamento razionale ma potrebbero essere elementi significativi nell'impostazione di un sistema morale. In questo senso, il paradosso rappresentato da coloro che condividono razionalmente le argomentazioni dei sostenitori dei diritti animali, e continuano a mangiare carne, sarebbe da ricondursi al fenomeno generale della responsabilità mediata nel mondo moderno. La teorica femminista Marti Kheel suggerisce:

#### Altre posizioni
Un altro pensatore influente è Gary Lawrence Francione, che nel libro Introduction to Animal Rights sostiene la visione abolizionista per cui gli animali dovrebbero avere almeno il diritto fondamentale di non essere trattati come proprietà degli esseri umani, presupposto fondamentale per la definizione di qualunque altra forma di diritto animale. L'abolizione del concetto di proprietà applicato agli animali è quindi, per Francione, il primo obiettivo che il movimento per i diritti animali dovrebbe perseguire; e ignorare tale obiettivo significa essere, nella migliore delle ipotesi, solo sostenitori dell'animal welfare. Francione osserva anche che una società che considera cani e gatti come "membri della famiglia" e contemporaneamente uccide mucche, galline e maiali per nutrirsene è "moralmente schizofrenica".
Nel libro Do No Evil: Ethics with Applications to Economic Theory and Business, Michael E. Berumen adotta una posizione analoga a quella di Bentham e Singer, basata sull'identificazione del diritto morale con la capacità di soffrire.
Anche le attiviste Karen Davis dell'associazione United Poultry Concerns e Ingrid Newkirk della PETA (People for the Ethical Treatment of Animals) hanno presentato argomenti filosofici a favore dei diritti animali.

#### Critiche ai diritti animali
La posizione dei sostenitori dei diritti animali non è priva di difficoltà filosofiche. Per esempio, l'identificazione dei diritti con certe capacità o caratteristiche degli animali (presente in varie forme in tutte le teorie dei diritti animali) pone il problema spinoso di stabilire quale sia il limite "al di sopra del quale" si considera che un essere vivente sia dotato di tali caratteristiche. Se per esempio è piuttosto chiaro che tutti i mammiferi soffrono in modo simile agli umani, la stessa constatazione è meno ovviamente applicabile, per esempio, a organismi più semplici come insetti, meduse e via dicendo.
Fra gli avversari dei diritti animali, molti (in particolare i pensatori della scuola neokantiana) sostengono che solo un essere morale (ovvero dotato di un proprio senso della morale) possa avere diritti da un punto di vista morale; al più, gli animali si possono trattare in modo "umano" (compassionevole). L'argomento degli "esseri umani marginali" di Singer viene rifiutato in diversi modi da diversi autori:
Moralità e appartenenza. Alcuni filosofi sostengono l'identificazione della moralità con l'appartenenza; gli umani marginali sono diversi dagli animali perché sono esseri umani, e questa è una caratteristica intrinsecamente rilevante dal punto di vista morale. Posizioni di questo genere sono spesso difese più in termini religiosi che filosofici.
Irrilevanza dei casi marginali. Altri sostengono che gli esseri umani marginali sono in realtà molto pochi: i neonati ad esempio non sono razionali ma lo saranno, e gli anziani senili lo sono stati, e quindi si propone che non vengano contati come marginali. I "veri" marginali sarebbero quindi molto pochi, e solo di questi ultimi si potrebbe dire che hanno lo stesso status degli animali. Ma anche in questo caso pochi autori sono pronti a sostenere questa posizione, che porta infatti a conclusioni molto controintuitive (cioè che non sia sbagliato fare del male ad un bambino con ritardo cognitivo molto grave, un "vero" marginale).
Posizione kantiana classica. Coloro che si rifanno direttamente alla posizione di Immanuel Kant sostengono che alle persone non è richiesto considerare direttamente gli interessi delle non-persone, anche se possono essere presi in considerazione in caso fossero rilevanti per gli esseri umani (non puoi uccidere il cane perché è mio e quindi io, essere umano, ne soffrirei). In realtà alcuni autori si spingono più in là dichiarando che i nostri doveri si estendono al di là del divieto di ledere la proprietà altrui, e che abbiamo anche il dovere di non essere crudeli verso gli animali perché:
(Kant)
Essere crudeli nei confronti degli animali dunque è sbagliato perché riflette una indifferenza verso la sofferenza che può manifestarsi anche nei rapporti con altri esseri umani.
Un approccio differente è quello di filosofi come Jan Narveson e Peter Carruthers, i quali, inserendosi nella tradizione filosofica di Thomas Hobbes e de Una teoria della giustizia di John Rawls, considerano la moralità come un contratto fra esseri razionali e fondamentalmente egoisti. Poiché gli animali non sono in grado di partecipare a questo patto, i "contraenti umani" non hanno alcun obbligo di considerarli in modo paritetico. In questa luce, il "contratto morale" viene esteso a neonati e malati mentali dagli altri esseri umani, per loro libera scelta.
Roger Scruton, nel libro Animal Rights and Wrongs, sostiene che gli esseri umani sono solo responsabili degli animali che hanno in custodia (come gli animali domestici e da allevamento); mentre non può esistere alcun obbligo morale nei confronti degli animali selvatici.
Nel libro Una carezza per guarire, l'oncologo Umberto Veronesi ha riassunto le principali critiche ai diritti animali, fornendo ad esse delle concise risposte secondo il punto di vista singeriano:
Tra il 2011 e il 2012 il filosofo e scrittore Fernando Savater nel suo libro Tauroetica ed in una serie di interviste a quotidiani quali El Espectador, El Pais e l’italiano La Repubblica, ha ripreso in parte le critiche all'animalismo più radicale già mosse da altri filosofi prima di lui, ma ampliandole e spiegandole con esempi semplici. Savater, infatti, osserva che vi è una differenza fondamentale tra la compassione che ci spinge ad occuparci di un animale e l’obbligo morale che ci impone di occuparci di un bambino; così vi è differenza tra l’umanismo e l’umanitarismo oggi tanto diffuso, che ci spinge ad occuparci dei bisogni altrui, ma non della loro umanità. A ciò si aggiunge che eventuali correttivi alle leggi naturali, ottenuti con leggi fatte dall’uomo, solo dall’uomo potrebbero essere rispettate. Queste fondamentali distinzioni tra uomo e animali sono messe in discussione dai sostenitori dei diritti degli animali (vedi antispecismo), soprattutto sfruttando l’antropomorfizzazione degli animali, fornendo cioè un’idea di animale sempre più simile all’uomo, che favorisce l’immedesimazione. Per Savater ciò nasce soprattutto dalla perdita della cultura rurale e di una conoscenza diretta degli animali, spesso sostituita con una indiretta, a volte anche molto lontana dalla realtà (es. cartoni animati di Walt Disney), ed è rafforzata da due problemi della società contemporanea: l’egoismo ed una sempre più preoccupante crisi relazionale, che portano molti a preferire una più semplice relazione con un animale piuttosto che una decisamente più impegnativa con un loro simile.
Successivamente, sul tema della confusione tra compassione ed obblighi morali, che porta ad una maggiore attenzione per gli animali piuttosto che per l’uomo, sollevato da Savater, è intervenuto anche Papa Francesco, nel 2014 ammonendo le coppie sposate che per egoismo preferiscono avere un cane o un gatto in casa, invece di un figlio, e nel 2016 ammonendo tutti coloro che magari provano compassione per gli animali, ma rimangono indifferenti alla sofferenza di altre persone.

## Leggi sui diritti animali
Le prime leggi della storia a tutela degli animali sono probabilmente costituiti da alcuni degli editti di Aśoka, emanati in India sotto l'Impero Maurya (III secolo a.C.), e ispirati ai principi del buddhismo.

Negli anni trenta del XX secolo la Germania emanò una serie di provvedimenti in tema di diritti degli animali (la legislazione nazista in tema di animali è comunque oggetto di accesa controversia, sebbene tali leggi siano ancora in vigore nella Germania democratica). Dopo tale parentesi, fino all'inizio degli anni novanta, nessun altro ordinamento giuridico occidentale ha più contemplato l'attribuzione di veri e propri diritti agli animali. Nel 1992, la legislazione svizzera fu modificata per riconoscere agli animali lo status di esseri anziché cose. Nel 2002, il parlamento tedesco votò per aggiungere le parole "e degli animali" alla clausola della costituzione che obbliga lo stato a rispettare e proteggere la dignità degli esseri umani. Quasi tutti gli altri paesi hanno leggi contro la crudeltà o il maltrattamento di animali, per la regolamentazione delle condizioni in cui gli animali vengono allevati, e così via, ma senza menzione esplicita di alcuna forma di "diritto". In Italia la norma di riferimento è la Legge 20 luglio 2004, n. 189 in materia di Disposizioni concernenti il divieto di maltrattamento degli animali, nonché di impiego degli stessi in combattimenti clandestini o competizioni non autorizzate (L. 20 luglio 2004, n. 189). Altre normative specifiche sono poi via via state introdotte, come la Ordinanza del Ministero della Salute sulla tutela degli equidi nelle manifestazioni popolari. Dal 2022 anche la Costituzione italiana contiene un riferimento ai diritti animali, indicando che la Repubblica 
(Articolo 9, comma 3)
Il Progetto Grande Scimmia, fondato da Peter Singer e da Jane Goodall, definisce una carta dei diritti delle grandi scimmie antropomorfe, quali gorilla e scimpanzé. Al progetto ha aderito la Nuova Zelanda; nell'aprile del 2006, anche il primo ministro spagnolo José Luis Rodríguez Zapatero ha proposto l'adozione di tale carta nella legislazione spagnola.

## I diritti animali in pratica
I fautori dei diritti animali utilizzano spesso l'arma del boicottaggio nei confronti delle industrie che usano gli animali, ovviamente a partire dall'industria dell'allevamento. In genere adottano una dieta vegetariana o vegana ed evitano di acquistare indumenti fatti di pelle animale o prodotti cosmetici o farmaceutici che contengono cosiddetti sottoprodotti di origine animale, o che sono stati sperimentati sugli animali. Una società apertamente osteggiata dai sostenitori dei diritti animali è, per esempio, la Procter & Gamble.
Esistono molte associazioni che cercano di diffondere nel grande pubblico l'interesse per il tema dei diritti animali; una delle più note è la People for the Ethical Treatment of Animals. Gruppi come la Vegan Outreach e Compassion Over Killing cercano di osteggiare la pratica dell'allevamento industriale pubblicizzandone gli aspetti più crudeli, talvolta anche infiltrandosi segretamente negli allevamenti meccanizzati.
Fra gli atteggiamenti più radicali c'è quello del "salvataggio allo scoperto", in cui sostenitori dei diritti animali organizzano veri e propri furti di animali sfruttati, senza tentare di celare la propria identità e accettando le conseguenze legali delle loro azioni.

## Giornata Internazionale per i Diritti degli Animali
Nel 2007 il 10 dicembre è stato proclamato da un'associazione animalista inglese, la "Uncaged", Giornata Internazionale per i Diritti degli Animali.

## Studiosi e protagonisti
- Teorici dei diritti animali,
tra cui:
  - Helmut F. Kaplan
  - Peter Singer
  - Tom Regan
  - Gary L. Francione
  - Cesare Goretti
  - Piero Martinetti
  - Luigi Lombardi Vallauri
  - Bernard Rollin

### Diritti animali in filosofia
- Bernard Rollin, Animal Rights and Human Morality, Prometheus Books, 1981, ISBN 1-59102-421-8
- Cesare Goretti, L'animale come soggetto di diritto, in Rivista di filosofia, 1928, 348 ss.; per estratto in Paolo Di Lucia, ‘'Filosofia del diritto'’, Raffaello Cortina Editore, Milano, 2002, 83 s.
- Brent A. Singer, An Extension of Rawls' Theory of Justice to Environmental Ethics, Environmental Ethics 10, 1988, pp. 217–231.
- Savitri Devi, The Impeachment of Man, 1959
- Donald VanDeVeer, Of Beasts, Persons, and the Original Position, The Monist 62, 1979, pp. 368–377.
- Giuseppe Pulina, Animali e filosofi, Firenze, Giunti 2008
- Peter Singer, Liberazione animale, HarperCollins, 1975